# Bertoni's miervogel
De Bertoni's miervogel (Drymophila rubricollis) is een zangvogel uit de familie Thamnophilidae (miervogels). De naam verwijst naar de Zwitsers/Paraguayaanse zoöloog Arnoldo de Winkelried Bertoni (1878-1973) die deze vogel in 1901 geldig heeft beschreven.

## Verspreiding en leefgebied
Deze soort komt voor in zuidoostelijk Brazilië, oostelijk Paraguay en noordoostelijk Argentinië (Misiones).

## Status
De grootte van de populatie is niet gekwantificeerd maar de soort wordt omschreven als algemeen. Op de Rode lijst van de IUCN heeft deze soort de status niet bedreigd.